# 梅特羅法內斯·克里托波洛斯
梅特羅法內斯·克里托波洛斯（希臘語：Μητροφάνης Κριτόπουλος，约1589年—1639年5月30日）希臘籍修士與神學家，於1636年至1639年期間擔任亞歷山大希臘牧首。他在認信文中對於新教做出一些讓步。